# Caryophyllia eltaninae
Caryophyllia eltaninae är en korallart som beskrevs av Stephen D. Cairns 1982. Caryophyllia eltaninae ingår i släktet Caryophyllia och familjen Caryophylliidae.
Artens utbredningsområde är Södra Ishavet. Inga underarter finns listade i Catalogue of Life.